# NHK 쓰루오카 지국
NHK 쓰루오카 지국(鶴岡 支局)은 NHK 야마가타 방송국의 지사이다.

## 연혁
- 1941년 12월 31일 - 전파 관제에 의한 난청 대책으로 쓰루오카 임시방송소 운용 개시(50w)
- 1946년 4월 21일 - 일본방송협회 쓰루오카 방송국 개국. 본격적인 라디오 방송 개시(호출 부호 : JOJP).
- 1951년 7월 1일 - 라디오 제2방송 개시(호출 부호 : JOJD).
- 1960년 2월 27일 - 쓰루오카 종합 텔레비전 개국(3ch, JOJP - TV)
- 1962년 11월 1일 - 쓰루오카 교육 텔레비전 개국(6ch, JOJD - TV,야마가타 방송국과 동시 개국)
- 1964년 6월 16일　- 니가타현에서 지진이 발생하자 니가타 방송국, 아키타 방송국과 함께 일본전국에 피해 상황을 생중계했다.
- 1969년 3월 1일 - FM 방송 본방송 개시(야마가타 방송국과 동시 개국)
- 1971년 10월 - 종합 텔레비전 방송 컬러화
- 1975년 - NHK 조직개정에 따라 쓰루오카 방송국의 제작 기능을 야마가타 방송국으로 이전
- 1988년 - 야마가타 방송국 쓰루오카 지국으로 격하
- 2006년 12월 1일 - 쓰루오카 지국 관할지역에서 지상파 디지털 텔레비전 방송 시작
- 2011년 7월 24일 - 지상파 아날로그 텔레비전 방송 종료

## 채널·주파수

### 다카다테산 송신소
- 종합 텔레비전　34ch(디지털 가상채널 1)
- 교육 텔레비전　32ch(디지털 가상채널 2)
- FM방송　 86.0MHz　출력：250w

### 쓰루오카 라디오 중계국
- 라디오 제1방송　1368kHz　(구JOJP→현재는 호출 부호 없음) 출력：1Kw
- 라디오 제2방송　1035kHz　(구JOJD→현재는 호출 부호 없음) 출력：1Kw